# Sumo Cyco
Sumo Cyco is een Canadese rockband uit Hamilton, Ontario, bestaande uit zangeres Skye Sweetnam, gitarist Matt Drake, basgitarist Oscar Anesetti en drummer Joey Muha. De band is in 2011 opgericht en staat bekend om hun mengeling van verschillende rock- en metalstijlen en volledig zelfgemaakte, vaak uitbundige, videoclips. Sumo Cyco wordt vaak vergeleken met bands als System of a Down, Rob Zombie en No Doubt.

## Geschiedenis

### 2011-2013
Sumo Cyco is opgericht in maart 2011. Hun eerste concert was in april 2011, als onderdeel van het voorprogramma van rockband Hollywood Undead. Later dat jaar traden ze ook op in de voorprogramma's van andere bekende bands, waaronder Coal Chamber, Filter, Life of Agony, Finger Eleven, The Salads en Raggadeath.
De band won een prijs voor Beste rockband met zangeres tijdens de Toronto Independent Music Awards van 2012. Ook in 2013 wonnen ze een prijs, ditmaal tijdens de Indie Week Toronto. Enkele maanden later mochten ze daarom ook spelen tijdens Indie Week Ireland in Limerick, Ierland. Na de Indie Week Ireland volgde een tour door Ierland en het Verenigd Koninkrijk onder de naam Lost in Ireland & the UK.
Sumo Cyco bracht tussen 2011 en 2013 zeven singles en zelfgemaakte videoclips uit.

### 2014–2016
Op 10 juni 2014 bracht de band hun eerste album uit: Lost in Cyco City. Hierop volgde een tour onder de naam No Mercy door verschillende Europese landen.
Op 10 maart 2015 kondigde Sumo Cyco aan dat ze een contract hadden getekend bij TKO (The Kirby Organization Booking Agency). TKO staat bekend om het regelmatig boeken van diverse hardrock- en heavymetalbands, waaronder Motörhead, Anthrax en Sevendust.
In februari 2016 verliet drummer Andy Joseph wegens persoonlijke omstandigheden de band. Hij werd vervangen door Matt Trozzi.
In april 2016 maakte Sumo Cyco bekend dat hun nieuwe nummer Fighter gekozen was als openingsnummer van de World Darts Federation-kampioenschappen van 2016.

### 2017–2019

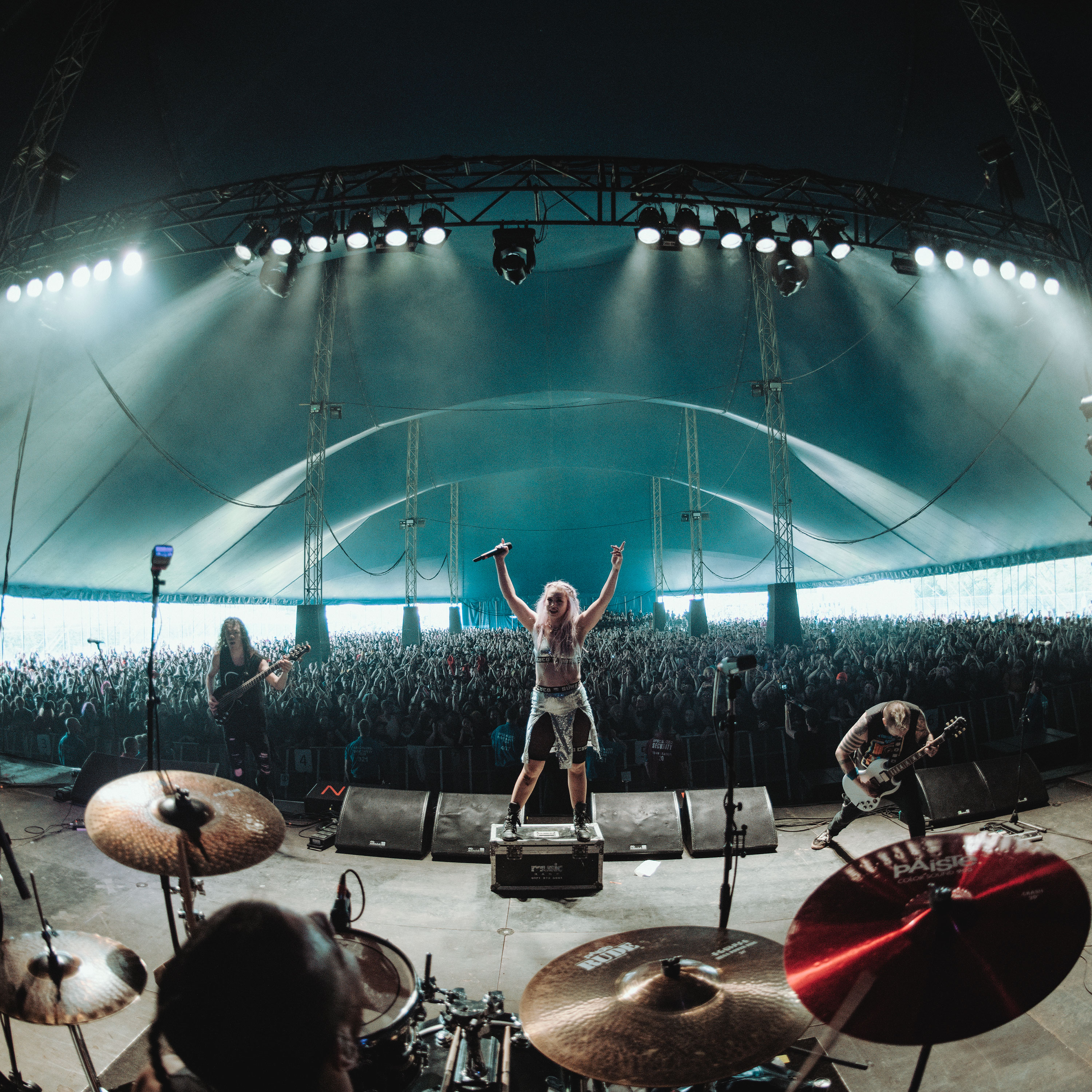
Sumo Cyco op Download Festival 2019

Op 31 maart 2017 maakte de band via Twitter de naam van hun volgende album bekend: Opus Mar. Op het album is onder meer het nummer Move Mountains te horen dat gemaakt is met Benji Webbe van rockband Skindred.
Tijdens het Sound of Music-festival van 2017 stond Sumo Cyco op het grote podium in het voorprogramma van The Offspring.
In oktober 2017 reisde de band af naar Nieuw-Zeeland om tijdens zeven concerten in het voorprogramma van metalband Devilskin te staan.
Op 25 april 2018 stond Sumo Cyco in het voorprogramma van Butcher Babies en Nonpoint.
Op 14 juni 2019 trad de band op tijdens het Download Festival van 2019.
In september 2019 stond Sumo Cyco tijdens 44 concerten in Noord-Amerika in het voorprogramma van metalbands Jinjer en The Browning.
In december 2019 kondigde Sumo Cyco aan begin 2020 in het voorprogramma van de bands Wednesday 13 en The 69 Eyes te staan tijdens hun Amerikaanse tour.

### 2020–heden
In januari 2020 kondigde Sumo Cyco aan een platencontract te hebben getekend bij Napalm Records.
Op 7 mei 2021 bracht de band hun derde album uit: Initiation. Een deluxe-versie van het album volgde op 8 oktober 2021.
Drummer Matt Trozzi verliet de band in 2021. Hij werd vervangen door Joey Muha.

## Discografie

### Studioalbums
| Jaar | Titel             |
| ---- | ----------------- |
| 2014 | Lost in Cyco City |
| 2017 | Opus Mar          |
| 2021 | Initiation        |

### Singles
| Jaar | Titel                             | Album                      | Opmerkingen                  |
| ---- | --------------------------------- | -------------------------- | ---------------------------- |
| 2011 | "Danger"                          | -                          |                              |
| 2011 | "Limp"                            | -                          |                              |
| 2011 | "Mercy"                           | -                          |                              |
| 2011 | "Interceptor"                     | -                          |                              |
| 2012 | "Who Do You Want to Be?"          | -                          | cover van Oingo Boingo       |
| 2012 | "Loose Cannon"                    | -                          |                              |
| 2012 | "Where Do We Go?"                 | -                          |                              |
| 2013 | "The Ugly"                        | Lost in Cyco City          |                              |
| 2014 | "Go Go Go"                        | Lost in Cyco City          |                              |
| 2014 | "Cry Murder"                      | Lost in Cyco City          |                              |
| 2014 | "Brave"                           | Lost in Cyco City          |                              |
| 2015 | "Fighter"                         | Lost in Cyco City          |                              |
| 2015 | "Like a Killer"                   | Lost in Cyco City          |                              |
| 2016 | "Fuel My Fire"                    | Lost in Cyco City          |                              |
| 2016 | "Crowd Control (Do What We Want)" | Lost in Cyco City          |                              |
| 2016 | "Anti-Anthem"                     | Opus Mar                   |                              |
| 2017 | "Move Mountains"                  | Opus Mar                   | met Benji Webbe van Skindred |
| 2017 | "Sleep Tight"                     | Opus Mar                   |                              |
| 2017 | "New Rules"                       | -                          | cover van Dua Lipa           |
| 2018 | "Free Yourself"                   | Opus Mar                   | met Lars                     |
| 2018 | "Undefeated"                      | -                          |                              |
| 2019 | "Love You Wrong"                  | Initiation                 |                              |
| 2019 | "Run With the Giants"             | Initiation                 |                              |
| 2021 | "Bystander"                       | Initiation                 |                              |
| 2021 | "No Surrender"                    | Initiation                 |                              |
| 2021 | "Vertigo"                         | Initiation                 |                              |
| 2021 | "Bad News"                        | Initiation                 |                              |
| 2021 | "Sun Eater"                       | Initiation (deluxe-versie) |                              |
| 2022 | "Cyclone"                         | Initiation                 |                              |